# Bagneaux-sur-Loing
 Bagneaux-sur-Loing  es una población y comuna francesa, en la región de Isla de Francia, departamento de Sena y Marne, en el distrito de Fontainebleau y cantón de Nemours.

## Demografía
| 2178 | 2058 | 1659 | 1439 | 1516 | 1595 |
| Para los censos de 1962 a 1999 la población legal corresponde a la población sin duplicidades (Fuente: INSEE [Consultar]) |      |      |      |      |      |